# Zaraou Abdou Bilane
Zaraou Abdou Bilane är en nigerisk taekwondoutövare. 

## Karriär
I juli 2022 tog Abdou Bilane silver i 46 kg-klassen vid afrikanska mästerskapen i Kigali efter en finalförlust mot marockanska Soukaina Sahib. I november 2022 tävlade Abdou Bilane i 46 kg-klassen vid VM i Guadalajara, där hon blev diskvalificerad i 32-delsfinalen mot japanska China Murakami.
I juni 2023 tävlade Abdou Bilane i 46 kg-klassen vid VM i Baku, där hon blev utslagen i sextondelsfinalen av israeliska Rivka Bayech. I mars 2024 tog Abdou Bilane guld i 46 kg-klassen vid afrikanska spelen i Accra efter att ha besegrat marockanska Soukaina Sahib i finalen.